# Mikroregion Ivančicko
Mikroregion Ivančicko je dobrovolný svazek obcí ležících v západní části okresu Brno-venkov. Oblast je charakteristická pěstováním vinné révy a výrobou vína, vinařské obce mikroregionu spadají do znojemské vinařské podoblasti.
Předsedou mikroregionu Ivančicko je Rostislav Štork, pověřený zastupitel města Ivančice.
V letech 2009-2014 zastával funkci předsedy Ladislav Veselý (pověřený zastupitel obce Nová Ves).
Do roku 2009 zastával funkci předsedy Peter Pollák, starosta Čučic.

## Charakteristika mikroregionu
Centrem mikroregionu je město Ivančice. Východní část regionu tvoří vinařské obce Moravské Bránice, Nové Bránice, Mělčany a město Dolní Kounice. V severní části regionu se nachází malá obec Hlína, která je známá hlavně díky rozhledně Vladimíra Menšíka. Západně od Ivančic se rozprostírá obec Nová Ves, zemědělská obec, ve které je rozvinuté kulturní dění. Disponuje také Školním sportovním areálem s krytým bazénem. Severozápadně od Ivančic se nachází město Oslavany, kde se dříve těžilo černé uhlí a byla zde i elektrárna. Dnes je zde rozvinuté hlavně strojírenství. Severozápadně od Oslavan se rozprostírají obce Čučice a Ketkovice. Jih mikroregionu tvoří vesnice patřící k městu Ivančice a to Hrubšice, Řeznovice a Budkovice, na okraji města pak leží Němčice, Alexovice a Letkovice. Na území mikroregionu tečou tři řeky a to Oslava, Rokytná a Jihlava, které se do sebe v Ivančicích vlévají. Řeka Jihlava pak dále teče až do nádrže Nové Mlýny.
Nově[kdy?] patří k mikroregionu také obce Němčičky a Biskoupky.

## Obce v mikroregionu
- Biskoupky
- Čučice
- Dolní Kounice
- Hlína
- Ivančice
- Ketkovice
- Mělčany
- Moravské Bránice
- Němčičky
- Nová Ves
- Nové Bránice
- Oslavany